# Sremska Kamenica
Sremska Kamenica (en serbe cyrillique : Сремска Каменица ; en croate : Srijemska Kamenica ; en hongrois : Kamanc ; en allemand : Kamenitz) est une ville de Serbie située dans la province autonome de Voïvodine. Elle fait partie de la municipalité urbaine de Petrovaradin, sur le territoire de la ville de Novi Sad et dans le district de Bačka méridionale. Au recensement de 2011, elle comptait 12 273 habitants.

## Géographie
Sremska Kamenica est située dans la région de Syrmie, au nord du massif de la Fruška gora et au bord du Danube. Dans la ville, le pont de la liberté franchit le fleuve et relie la localité à Novi Sad. Sremska Kamenica, comme les villages de Bukovac, Ledinci et Stari Ledinci font partie de la zone urbaine de la municipalité de Petrovaradin.
La ville est divisée en plusieurs quartiers, Donja Kamenica (la « basse Kamenica »), Gornja Kamenica (la « haute Kamenica »), Bocke, Tatarsko Brdo, Čardak et Staroiriški Put. Les localités de Paragovo, Popovica, Galvica et Artinjeva (Artiljevo) sont administrativement rattachées à Sremska Kamenica ; situées au bord du parc national de la Fruška gora, elles servent de villégiature dominicale aux habitants de Novi Sad et de Petrovaradin.

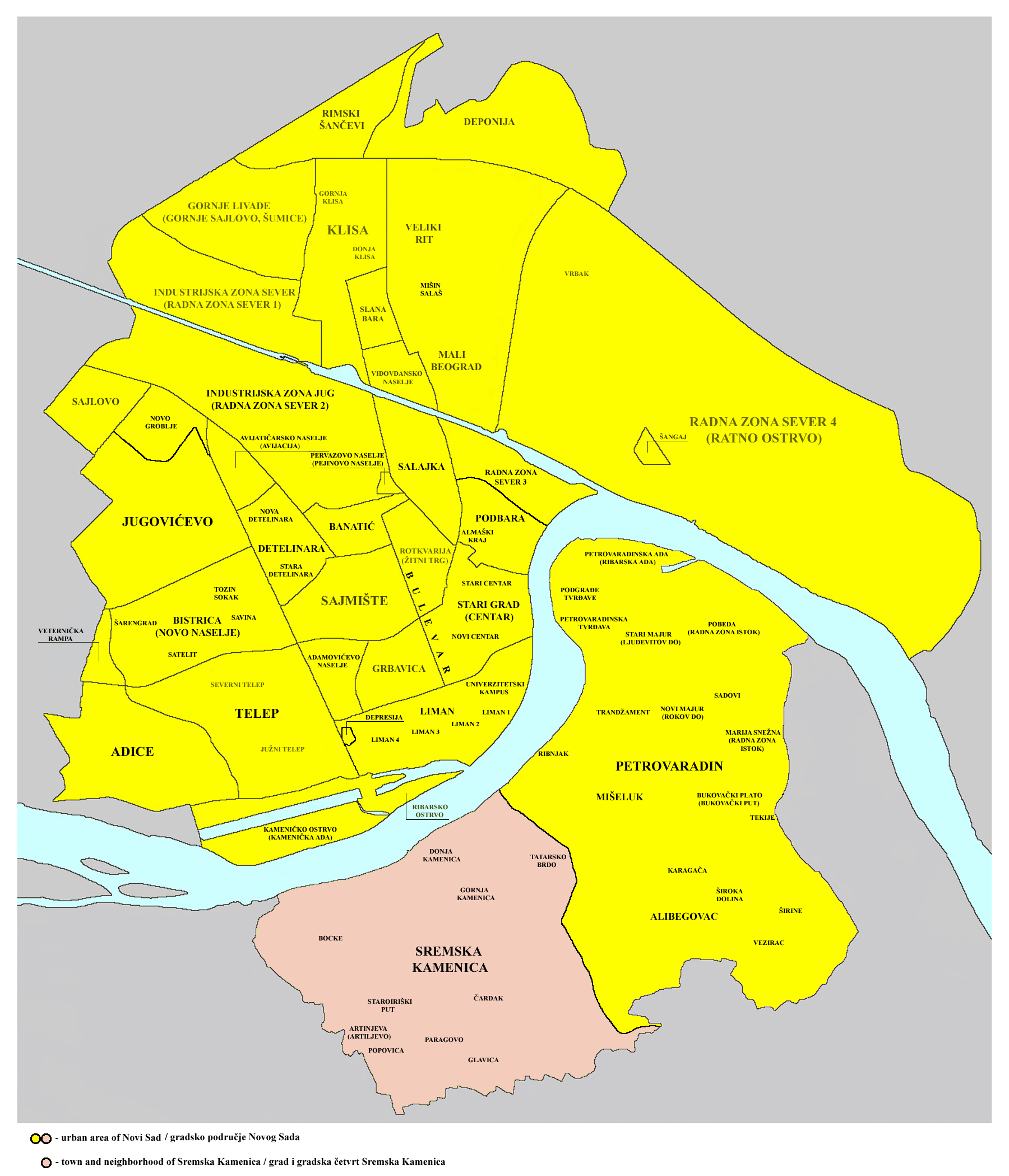
L'agglomération de Novi Sad, localisation de la ville de Sremska Kamenica
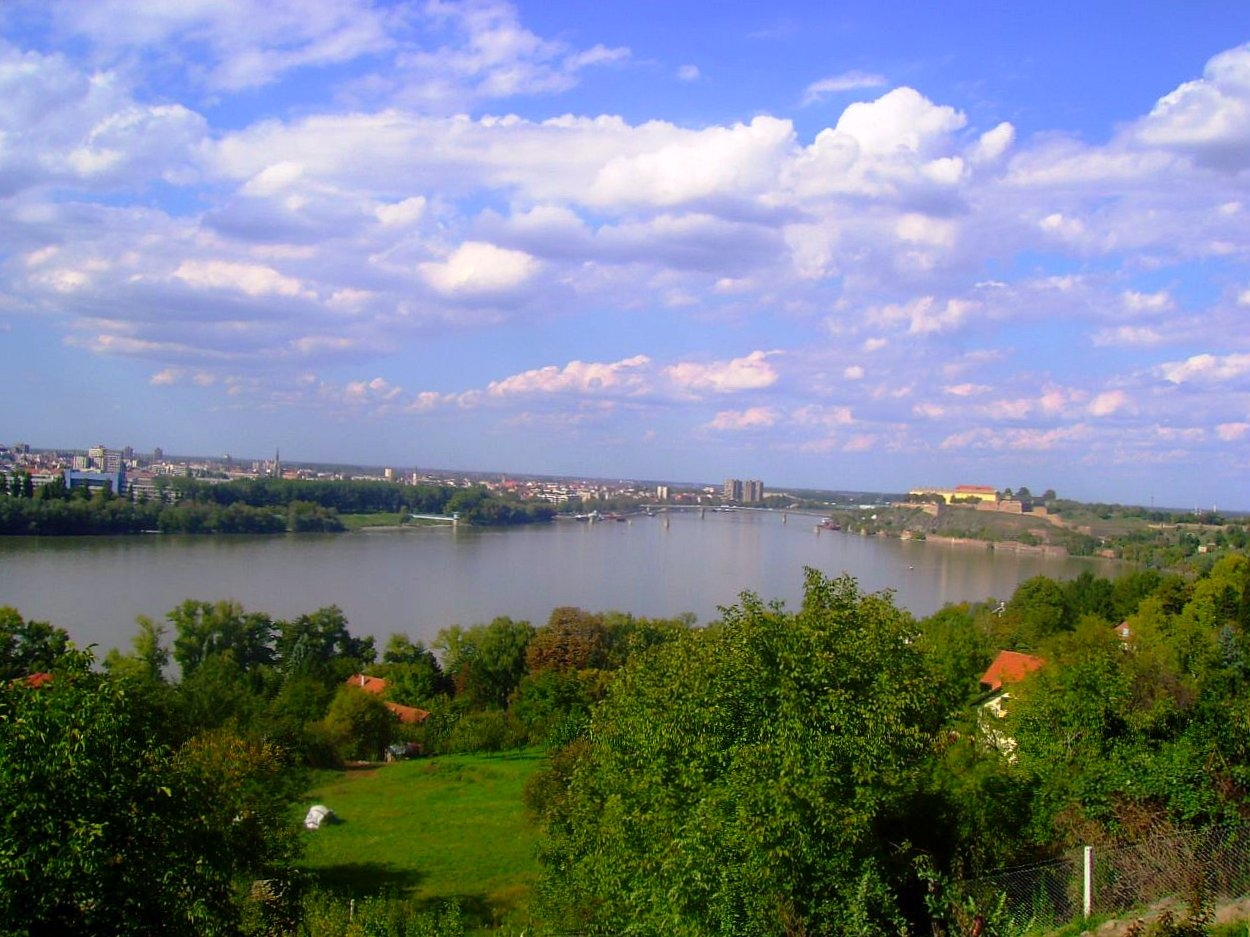
Vue de Novi Sad depuis Sremska Kamenica

## Histoire
Sremska Kamenica est mentionnée pour la première fois dans des documents historiques en 1237. À cette époque la ville faisait partie du royaume de Hongrie.
Au XVIe siècle, la ville fut conquise par les Ottomans.
La ville passa ensuite entre les mains des Habsbourg et, après la dislocation de l'Autriche-Hongrie en 1918, elle fit partie du royaume des Serbes, Croates et Slovènes, qui, en 1929, devint le royaume de Yougoslavie.

## Démographie

### Évolution historique de la population
| 1948  | 1953  | 1961  | 1971  | 1981  | 1991  | 2002   | 2011   |
| ----- | ----- | ----- | ----- | ----- | ----- | ------ | ------ |
| 2 491 | 2 849 | 3 646 | 5 051 | 7 532 | 7 955 | 11 205 | 12 273 |

|  |

### Données de 2002
Pyramide des âges (2002)
Répartition de la population par nationalités (2002)

### Données de 2011
Pyramide des âges (2011)
En 2011, l'âge moyen de la population était de 41,7 ans, 41 ans pour les hommes et 42,5 ans pour les femmes.

## Culture
À Sremska Kamenica se trouve la maison où a vécu et où est mort Jovan Jovanović Zmaj ; cette maison est aujourd'hui transformée en musée. L'église serbe orthodoxe et l'église catholique romaine de la ville datent toutes deux du XVIIIe siècle. Près du Danube se trouve aussi le parc de Kamenica, avec le château Marczibányi-Karátsonyi, qui date du XVIIe siècle. L'administration du parc national de la Fruška gora est situé dans la ville.

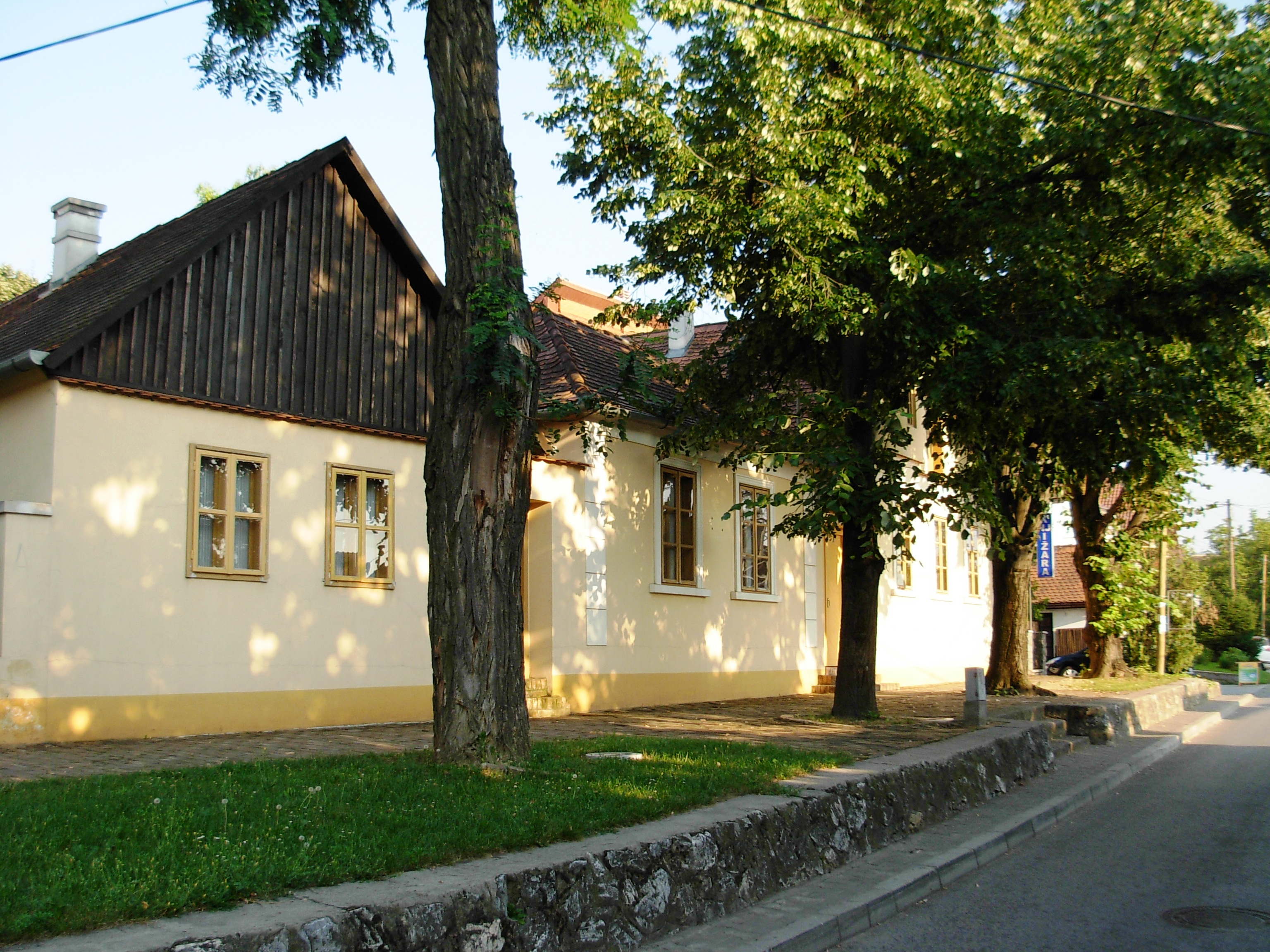
La maison de Jovan Jovanović Zmaj à Sremska Kamenica

## Éducation

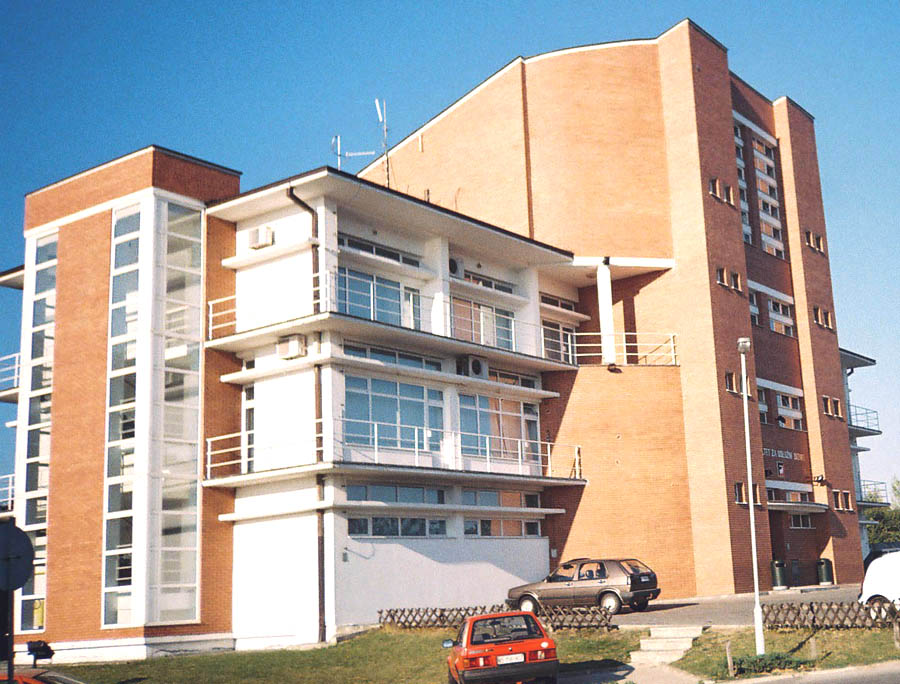
L'institut FABUS à Sremska Kamenica

Dans une petite forêt se trouve l'Institut des maladies cardiovasculaires de Voïvodine, qui est l'institut le plus important et le plus réputé de Serbie en matière de cardiologie, oncologie et pneumologie,. La ville possède une Académie de police qui, jusqu'en 2006, était la seule institution de son genre en Serbie. L'école de commerce FABUS est aussi située dans la ville.
Sremska Kamenica possède également un orphelinat appelé SOS Dečje Selo.

## Personnalités
- Jovan Jovanović Zmaj (1839-1904), poète serbe qui vécut et mourut à Sremska Kamenica.
- Novak Radonić (1826-1880), peintre qui naquit à Mol mais vécut et mourut à Sremska Kamenica.